# Lista över europeiska länders flaggor
Detta är en lista med bilder på flaggorna för Europas länder.

## Självständiga stater

Albaniens flagga
Andorras flagga
Belarus flagga
Belgiens flagga
Bosnien och Hercegovinas flagga
Bulgariens flagga
Cyperns flagga
Danmarks flagga
Estlands flagga
Finlands flagga
Frankrikes flagga
Georgiens flagga
Greklands flagga
Irlands flagga
Islands flagga
Italiens flagga
Kroatiens flagga
Lettlands flagga
Liechtensteins flagga
Litauens flagga
Luxemburgs flagga
Maltas flagga
Moldaviens flagga
Monacos flagga
Montenegros flagga
Nederländernas flagga
Nordmakedoniens flagga
Norges flagga
Polens flagga
Portugals flagga
Rumäniens flagga
San Marinos flagga
Schweiz flagga
Serbiens flagga
Slovakiens flagga
Sloveniens flagga
Spaniens flagga
Storbritanniens flagga
Sveriges flagga
Tjeckiens flagga
Turkiets flagga
Tysklands flagga
Ukrainas flagga
Ungerns flagga
Vatikanstatens flagga
Österrikes flagga

## Områden med särskild status

Athos flagga
Färöarnas flagga
Gibraltars flagga
Guernseys flagga
Isle of Mans flagga
Jerseys flagga
Kosovos flagga
Krims flagga
Transnistriens flagga
Ålands flagga